# 티나 요더스
티나 여더스(Tina Yothers, 영어 발음: /ˈjʌðərz/, 1973년 5월 5일 ~ )는 미국의 가수, 배우이다.
휘티어에서 태어났다.

## 출연 작품

### 영화
- 결혼의 위기 (1982, Shoot the Moon) - 몰리 던랩 역
- Crash Course (1988)
- 치어걸 (1990, Laker Girls)

### 텔레비전
- 사랑의 가족 (1982-89) - 제니퍼 키튼 역